# Pericoma scotiae
Pericoma scotiae är en tvåvingeart som först beskrevs av Charles Howard Curran 1924.  Pericoma scotiae ingår i släktet Pericoma och familjen fjärilsmyggor. Inga underarter finns listade i Catalogue of Life.